# Andrea Navagero
Andrea Navagero, conegut amb el cognom llatinitzat de Naugerius (Venècia, 1483 - Blois, Orleanès, 1529) fou un humanista, escriptor, bibliotecari i diplomàtic italià.
Bibliotecari de la Basílica de Sant Marc de Venècia, i cronista oficial de la República de Venecia (1516), fou enviat per aquesta com a ambaixador i comissionat a Espanya, prop de l'emperador Carles V del Sacre Imperi Romanogermànic entre els anys 1525 i 1528, per intentar negociar l'adhesió d'aquest a la Lliga catòlica afavorida pel papa Adrià VI. Posteriorment, també fou enviat a prop de Francesc I de França el 1528. El maig de 1528, de retorn de la seva missió, va passar pel País Basc, va passar per diferents poblacions d'aquesta terra, i va escriure i descriuen paisatges i gents, fent interessants observacions sobre els seus costums.
Més enllà dels seus informes diplomàtics, escriví i reflectí les seves impressions del viatge al llibre Viaggio fatto in Spagna ed in Francia, imprès el 1563, que fou d'interès sobretot per les descripcions de diverses ciutats, com Barcelona, i dels seus jardins, una informació que fou completada per les seves cartes a Giovanni Battista Ramusio. El 1526, a Granada, es posà en contacte amb el poeta Joan Boscà i Almogàver, i l'estimulà a utilitzar la mètrica italiana. És autor també, entre altres obres perdudes, d'uns poemes bucòlics i amorosos, en llatí i en italià. La seva obra fou publicada el 1718 en una Opera Omnia. També destaca el relat de les seves impressions sobre la ciutat de Granada i l'Alhambra.